# Nowosjolowo (Kaliningrad)
Nowosjolowo (russisch Новосёлово, deutsch Groß Rödersdorf, bis 19. Jahrhundert Rödersdorf) ist ein Dorf im Südosten der russischen Oblast Kaliningrad (Gebiet Königsberg (Preußen)) und gehört zu Pogranitschnoje selskoje posselenije (Landgemeinde Pogranitschny (Hermsdorf)) im Rajon Bagrationowsk (Kreis Preußisch Eylau).

## Geographische Lage
Nowosjolowo liegt 10 Kilometer westlich der Stadt Mamonowo (Heiligenbeil) und 14 Kilometer südöstlich von Laduschkin (Ludwigsort) an der ehemaligen Reichsautobahn Berlin–Königsberg, der heutigen russischen 27A-002 (frühere russische R 516, ehemalige deutsche Reichsautobahn Berlin–Königsberg „Berlinka“).
Die nächste Bahnstation ist Mamonowo an der polnisch-russischen Bahnlinie Malbork (Marienburg (Westpreußen)) – Braniewo (Braunsberg) – Kaliningrad (Königsberg (Preußen)), einem Streckenabschnitt der früheren Preußischen Ostbahn. Durch den Ort schlängelt sich das polnisch-russische Flüsschen Jarft (russisch: Wituschka, polnisch: Ławta), das bei Mamonowo in die Bahnau (russisch: Mamonowka, polnisch: Banówka) mündet.

## Geschichte
Im Jahre 1412 wurde Rödersdorf erstmals urkundlich erwähnt, doch liegt das Gründungsjahr bereits in der ersten Hälfte des 14. Jahrhunderts. Bereits zur Zeit des Deutschen Ordens staute man die Jarft zu einem Mühlenteich, von dem ein Mühlengraben zur Ordensmühle führte.
Am 22. April 1469 verschrieb Ordenshochmeister Heinrich Reuß von Plauen den Ort Rödersdorf samt Wassermühle, Pfarrhaus und Schulzenhufen an Friedrich von Berenfelde als Entschädigung für Kriegsleistungen im Dreizehnjährigen Krieg („Städtekrieg“) 1454–1466. Dessen Tochter Anna heiratete Georg von Parck, dessen Familie das Gut bis 1658 besaß. Danach kam es an den Kanzler Georg Friedrich von Creytzen auf Weßlienen (heute russisch: Kunzewo).
Im Jahre 1768 fiel Weßlienen mit Rödersdorf an Friedrich Gottfried von der Groeben, in dessen Besitz es bis 1831 blieb. Während dieser Zeit teilte man Rödersdorf in Groß- und Klein Rödersdorf, wobei Klein Rödersdorf das Vorwerk von Groß Rödersdorf war.
Nachfolgender Eigentümer war Rudolf von Auerswald, Landrat des Kreises Heiligenbeil und späterer Oberbürgermeister von Königsberg (Preußen), der die Besitzungen allerdings 1845 bereits wieder verkaufte. Es folgten wechselnde Eigentümer. So werden im Jahre 1889 ein Fr. Wendt und im Jahre 1895 ein Gustav Sprengel, gebürtig aus Rädtkeim, genannt.
Von 1911 bis 1945 bewirtschaftete Reinhard Brunk das Gut als dessen letzter Besitzer. In dieser Zeit entstand das repräsentative Herrenhaus, das sich – bei Ersatz des ursprünglichen Walmdaches durch ein flaches Satteldach – bis in die heutige Zeit erhalten hat. Das Gut umfasste zuletzt 525 Hektar, von denen 25 Hektar zum Bau der Reichsautobahn abgetreten werden mussten.
Im Jahre 1910 zählte Groß Rödersdorf 161 Einwohner, 1933 und 1939 waren es 171.
Groß Rödersdorf gehörte bis 1945 zum Amtsbezirk Quilitten (heute russisch: Schukowka), in den außerdem die Gemeinden Jürkendorf (Bogdanowka), Königsdorf (heute nicht mehr existent) und Quilitten eingegliedert waren.
In Groß Rödersdorf selbst bestand ein Standesamt, zu dem auch Klein Rödersdorf und Jarft (beide Orte nicht mehr existent) gehörten.
Bis 1945 lag Groß Rödersdorf im Bereich des Landkreises Heiligenbeil im Regierungsbezirk Königsberg der preußischen Provinz Ostpreußen.
Im Jahr 1947 bekam der Ort die russische Bezeichnung Nowosjolowo und erlebte bis 1947 infolge der Vertreibung der Einwohner und der Neubesiedlung mit Russen aus der Sowjetunion einen völligen Bevölkerungsaustausch. Er war zunächst Teil des Rajon Laduschkin und ist jetzt Teil des Rajon Bagrationowsk in der Oblast Kaliningrad. Das Gut wird auch heute noch bewirtschaftet.
Von Nowosjolowo sind es zur südlich gelegenen russisch-polnischen Grenze, die im Jahre 2010 an der Übergangsstelle Grzechotki (Rehfeld)/Mamonowo (Heiligenbeil) II in der Verbindung der russischen Fernstraße 27A-002 (frühere russische R 516, ehemalige deutsche Reichsautobahn Berlin–Königsberg) zur polnischen Schnellstraße S 7 geöffnet wurde, sechs Kilometer.

## Kirche
Vor 1520 hatte Rödersdorf eine eigene Kirche, die damals allerdings zerstört und nicht wieder aufgebaut wurde. Ein neben dem Gutshaus stehendes baufälliges und als Waschhaus genutztes Gebäude, das 1922 abgerissen wurde, galt den Rödersdorfern wegen seiner Fenster in gotischen Formen als Rest der alten Kirche.
Bis 1945 gehörte Groß Rödersdorf als eine von 46 Ortschaften zum Kirchspiel Bladiau (heute russisch: Pjatidoroschnoje) im Kirchenkreis Heiligenbeil in der Kirchenprovinz Ostpreußen der evangelischen Kirche der Altpreußischen Union. Letzter deutscher Geistlicher war Pfarrer Heinrich Geiger.

## Schule
Das Schulgebäude in Groß Rödersdorf am Fuße des Schlossberges entstand im Jahre 1911.